# Le Labyrinthe de l'amour
Pour plus de détails, voir Fiche technique et Distribution.
Le Labyrinthe de l'amour (titre original Frauensee) est un film autrichien réalisé par Rudolf Jugert sorti en 1958.
Il s'agit de l'adaptation du Ein Sommer in Österreich de Carl Zuckmayer.

## Synopsis
Vienne, juste après la Seconde Guerre mondiale. La jeune Martina Nissen, unique héritière de Nissen-Werke, rencontre le séduisant cosmopolite Frédéric Fleury au bord de la route et succombe à son charme. Elle est tellement enthousiasmée par le jeune homme au nom élégant qu'elle lui demande un peu plus tard s'il aimerait l'épouser. Et tout aussi surprenant, Frédéric ne s'y oppose pas. Mais son père avait stipulé dans son testament qu'elle se marierait afin non seulement d'hériter mais aussi d'avoir leur mot à dire dans l'entreprise avec son mari qui sera le gérant officiel. D'ici là, elle sera placée sous tutelle à ce titre. En effet, un peu plus tard Martina et Frédéric échangent les bagues pour sceller le mariage de raison. Pour le jeune mari Nissen, cela signifie également qu'il peut désormais développer davantage ses inventions dans cette entreprise.
La lune de miel a lieu dans le Salzkammergut, près du Frauensee. Sur place dans l'hôtel du château, un deuxième homme, d'abord représenté dans un tableau, puis également dans la vraie vie, apparaîtra bientôt dans la vie de Martina. Il s'appelle Karl Anton comte Chur. Il fait des avances, mais Martina le remet d'abord à sa place. Mais le comte, comme s'en rend compte l'héritière millionnaire, peut aussi être utile à Frédéric encore une fois pour lui rappeler clairement le sens de son « alliance de convenance » conjugale. C'est ainsi que Martina affirme hardiment à son mari que le comte Karl Anton est son véritable amant. Maintenant Frédéric se montre assez jaloux, car il commence réellement à ressentir quelque chose pour son épouse, pareillement pour Martina. À partir du mariage de convenance temporaire, une véritable relation amoureuse se développe de plus en plus pour tous les deux.

## Fiche technique
- Titre original : Frauensee
- Titre français : Le Labyrinthe de l'amour
- Réalisation : Rudolf Jugert
- Scénario : Juliane Kay
- Musique : Carl de Groof
- Direction artistique : Felix Smetana
- Costumes : Fred Adlmüller
- Photographie : Willi Sohm
- Son : Otto Kraus, Hans Riedl
- Montage : Paula Dvorak, Annemarie Reisetbauer
- Production : Otto Dürer
- Société de production : Vienna-Filmproduktion GmbH
- Société de distribution : Union-Film
- Pays d'origine :  Autriche
- Langue : allemand
- Format : Couleur - 1,33:1 - Mono - 35 mm
- Genre : Romantique
- Durée : 93 minutes
- Dates de sortie :
  -  Allemagne : 26 novembre 1958.
  -  Autriche : 8 décembre 1958.
  -  France : 24 octobre 1960[1].
  -  Danemark : 20 septembre 1963.

## Distribution
- Barbara Rütting : Martina Nissen
- Ivan Desny : Frédéric Fleury
- Bernhard Wicki : Karl Anton Chur
- Dietmar Schönherr : Ferry Chur
- Nina Sandt : Jessica Miller
- Kurt Kasznar : Nathanael Dobbs
- Johanna Terwin : Tante Matilde
- Rudolf Carl : l'aubergiste